# Macrolobium defloccatum
Macrolobium defloccatum är en ärtväxtart som beskrevs av John Macqueen Cowan. Macrolobium defloccatum ingår i släktet Macrolobium och familjen ärtväxter. Inga underarter finns listade i Catalogue of Life.